# Raadhuis van Nieuwendam
Het Raadhuis van Nieuwendam was gelegen aan de Nieuwendammerdijk 323, sinds 1918 Nieuwendammerdijk 321 en was het gemeentehuis van de Noord-Hollandse voormalige gemeente Nieuwendam. 

## Geschiedenis
Nieuwendam was een zelfstandige gemeente van 1806-1921 waartoe ook Zunderdorp behoorde en het oostelijk gedeelte van het Buikslotermeer. Kortstondig (1811-1817) behoorde ook Schellingwoude tot de gemeente Nieuwendam.

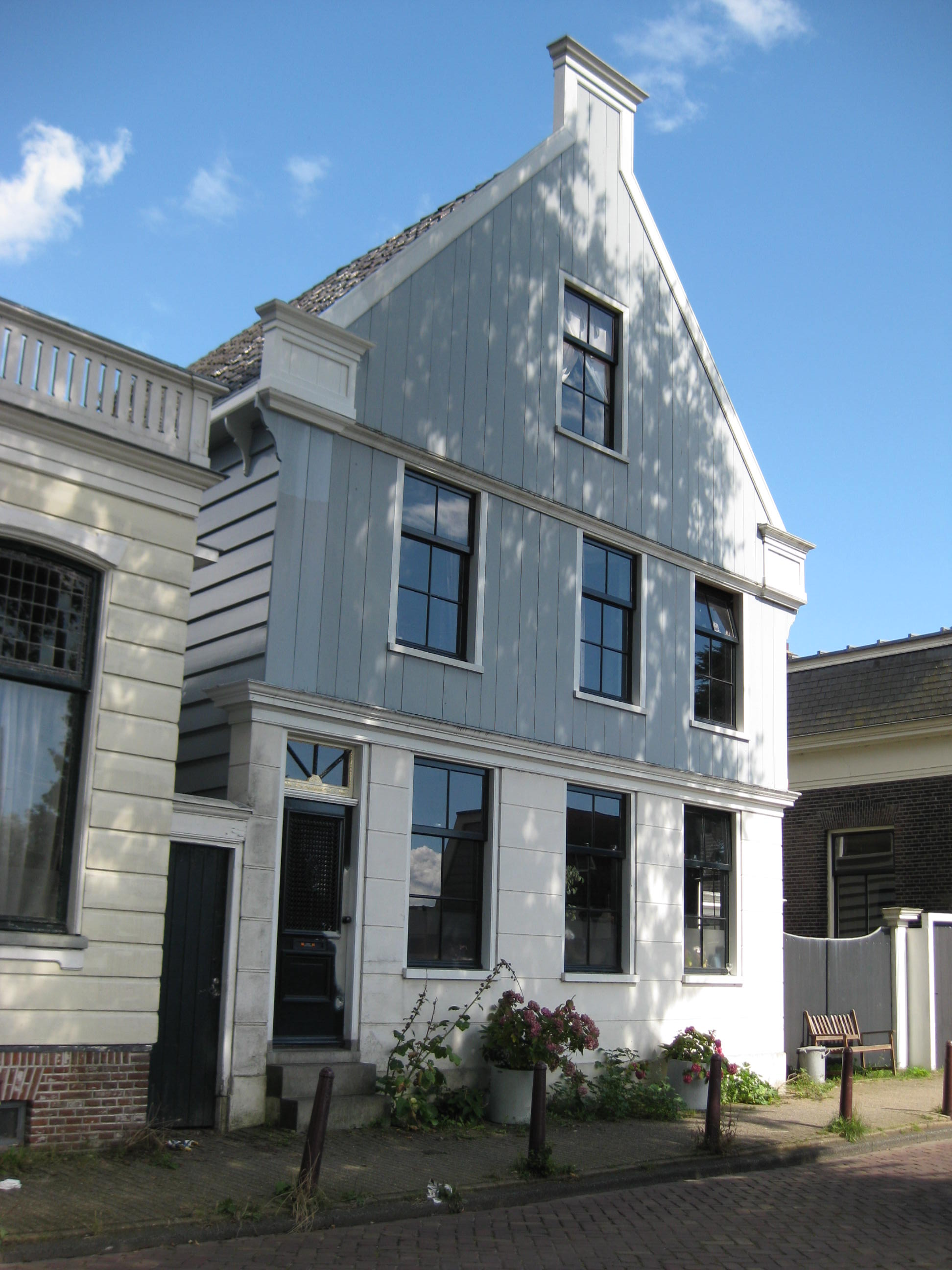
Voormalig eerste raadhuis in 2010 als woonhuis en monument

Het raadhuis was een 18e-eeuws houten dijkhuis met Zaanse gevel en achtergevel, begane grond, verdieping en zolder en voorzien van een puntvormig voorschot en werd oorspronkelijk gebouwd als woonhuis. Na de ingebruikname als raadhuis kwam het kantoor aan de voorzijde en in de woonkamer aan de achterzijde vonden de raadsvergaderingen plaats. Links naast het dijkhuis stond een gevel met een kooi waar huwelijken werden gesloten. Ook bood het raadhuis dienst en woonruimte voor de veldwachter die over een aantal cellen beschikte. Na het vertrek naar het nieuwe raadhuis werd het weer een woonhuis en is een rijksmonument.
In 1918 werd het raadhuis verplaatst naar de Nieuwendammerdijk 321 een huis er naast, ook in een houten dijkhuis dat ook oorspronkelijk een woonhuis was. Lang is het niet in gebruik geweest. De gemeente Nieuwendam raakte sterk verarmd door de watersnood van 1916, waarbij het gebied ten noorden van de Nieuwendammerdijk overstroomde. Mede daarom is Nieuwendam op eigen verzoek op 1 januari 1921 met de buurgemeenten Buiksloot en Ransdorp opgegaan in de gemeente Amsterdam. De laatste burgemeester was F. Jas van 1918-1921. Het raadhuis werd weer een woonhuis maar in 1964 was in het pand een winkel in textiel in gevestigd. 
Na de annexatie van Nieuwendam door Amsterdam op 1 januari 1921 kwam er een hulpsecretarie in het gebouw. Op 1 juli 1921 werd het hulpsecretarie voor de geannexeerde gemeenten in Noord geconcentreerd in het Raadhuis van Buiksloot maar al spoedig verhuisde het naar de Nieuwendammerdijk 327 een pand naast het eerste raadhuis. Dit pand was oorspronkelijk gebouwd als kantoor van de firma K. Cleyndert, handelaar in graan, dat ca. 1920 verhuisde naar de Herengracht. In 1981 werd het stadsdeel Amsterdam-Noord ingesteld, waar ook Nieuwendam toe behoort.